# Maserati Bora
Maserati Bora (Type 117) — 2-місний спортивний автомобіль італійської компанії Maserati, що випускався впродовж 1972–1978 років. Перша модель компанії з центральним розміщенням 8-циліндрового V-подібного мотора, призначена не для перегонів, а для щоденного використання. Назва машини за традицією Maserati походить від холодного, вологого північно-східного вітру Адріатичного моря Бора.

## Історія

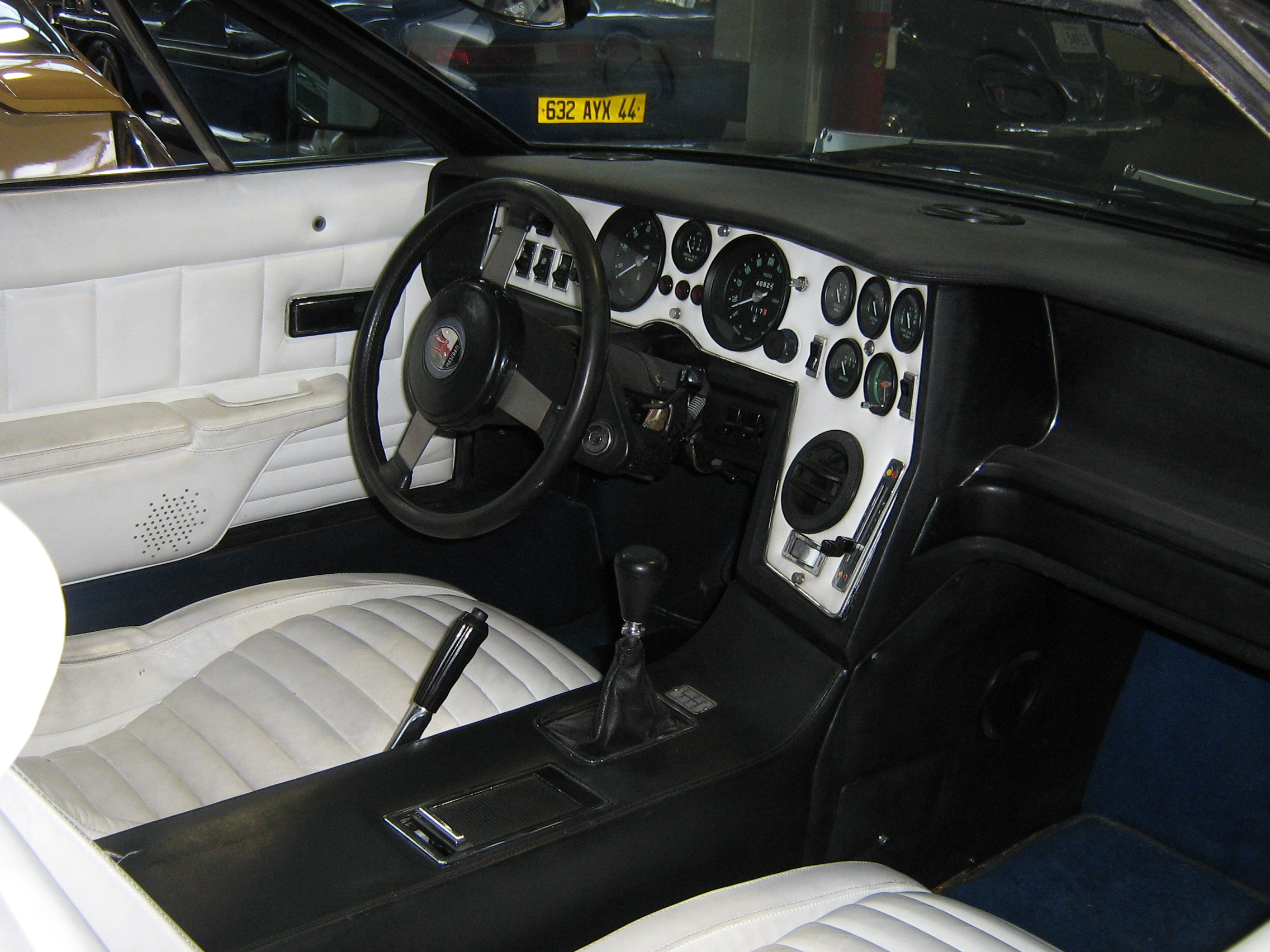
Панель приладів Maserati Bora. 1975

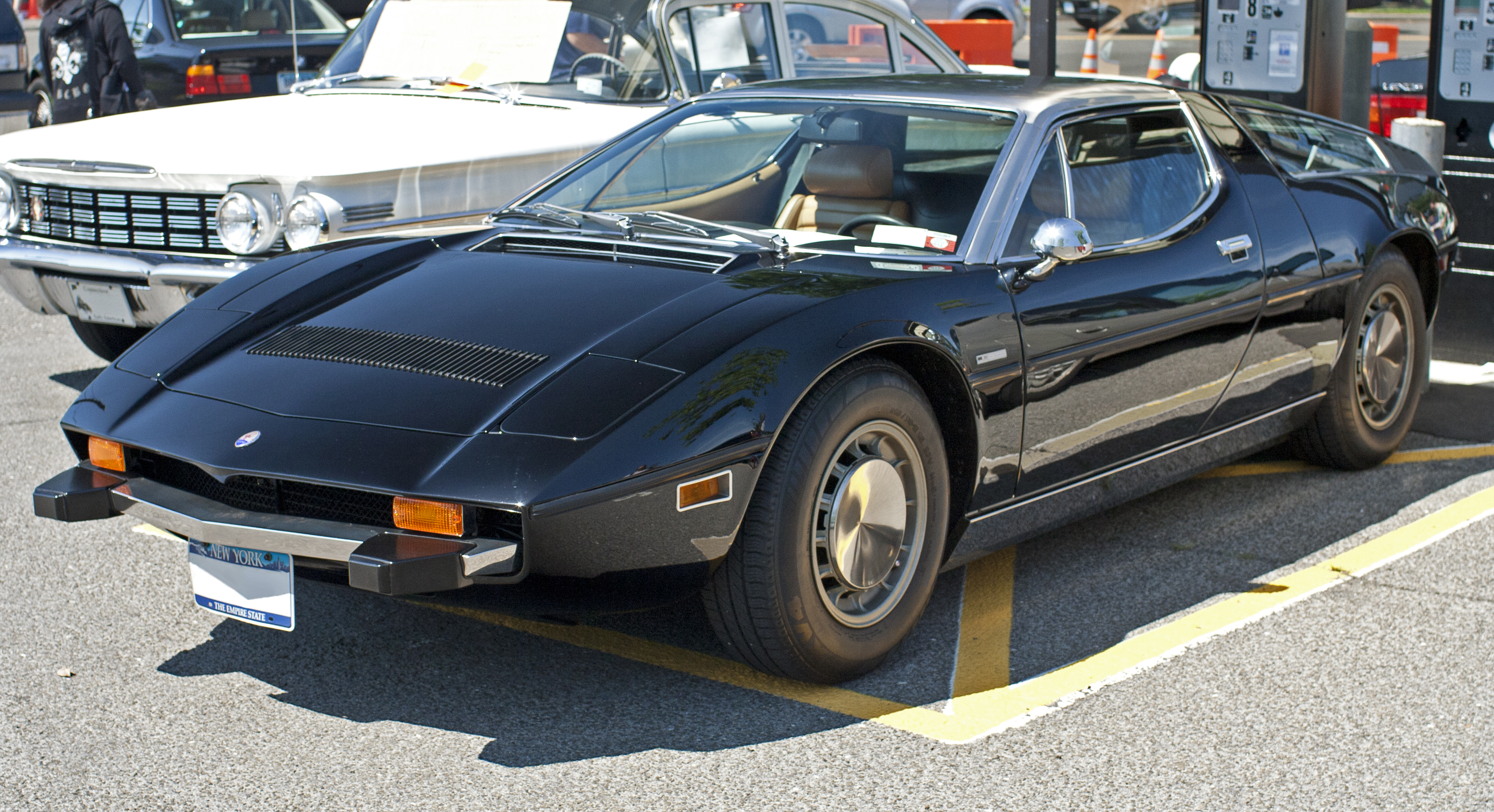
Модифікація Maserati Bora для ринку США

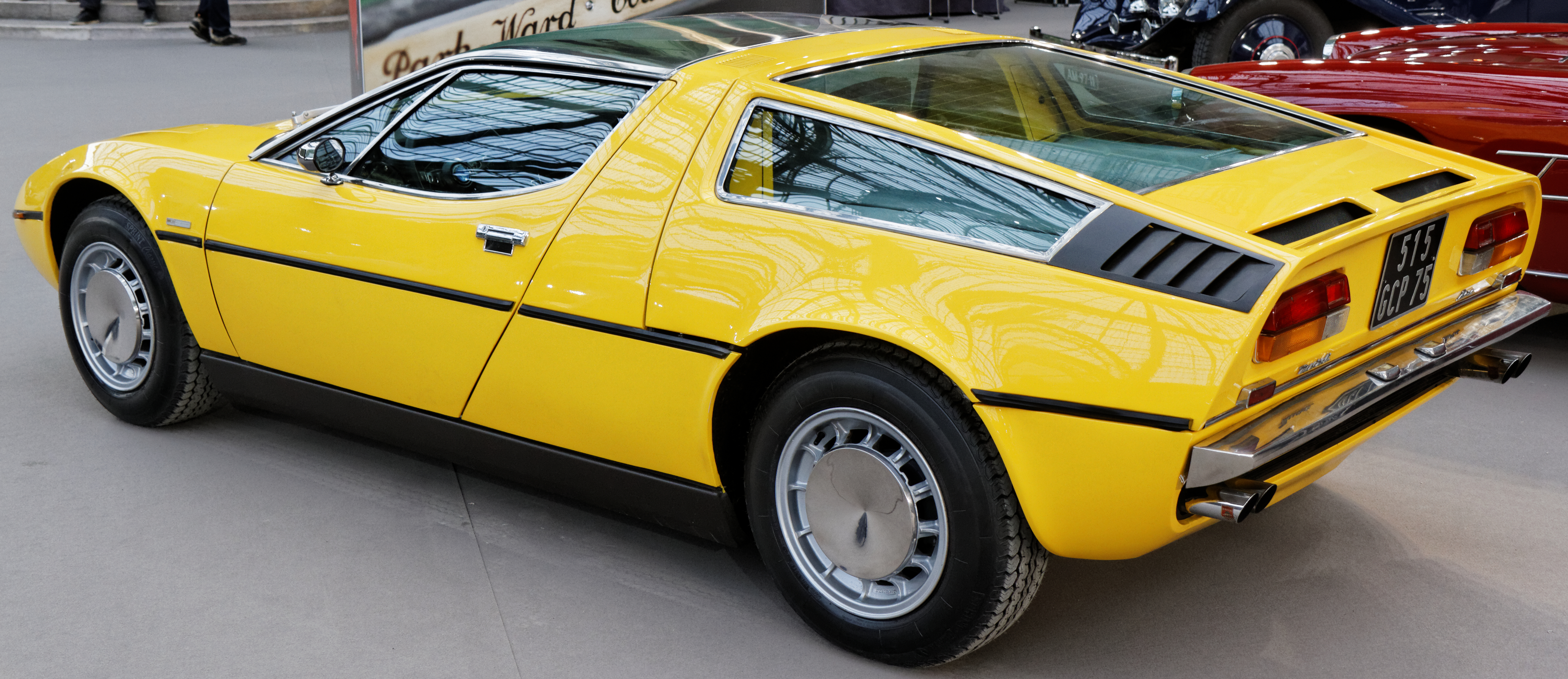
Задня частина

Кузов купе розробив ще 1969 Джорджетто Джуджаро у своїй компанії ItalDesign Giugiaro. Її виробляла фабрика Officine Padane з Модени. Модель Type 117 презентували 1971 на Женевському автосалоні, а 1972 розпочали серійне виробництво. Нафтова криза 1973 року негативно вплинула на продажі моделі з витратою палива 25,6 літра на 100 км.
На Maserati Bora встановили мотор V8 водяного охолодження об'ємом 4719 см³ і потужністю 310 к.с. при 6000 об/хв. Його монтували разом з диференціалом, коробкою передач. З 1976 року використовували потужніший мотор об'ємом 4930 см³. Машина розганялась 0-100 км/год за 6,5 секунд. Модель отримала незалежну підвіску усіх коліс, дискові гальма з гідроприводом і підсилювачем.
Зокрема модель довший час не могли продавати до США через невідповідність нормативам шуму, вихлопних газів, безпеки (форма бамперів). У США конкурентом моделі була модель De Tomaso Pantera іншої італійської компанії. Citroën продала знецінені акції Maserati, яка змушена була у важкі часи падіння попиту налагоджувати систему продажів. Спочатку виготовлялась одночасно з найбільш успішною моделлю компанії Maserati Indy. Модель Bora продали 56 машин 1975 і 6 у 1976. Тому її конструкції дещо переробили і модель не отримала моделі-спадкоємця. Загалом продали 571 машину цієї моделі. Випускали середньомоторну модель Maserati Merak, звану «la Borina» (укр. мала Бора), що була дещо зміненою модифікацією моделі Maserati Bora (1972–1983).
Лише 2004 виготовили 50 середньомоторних машин моделі Maserati MC12

## Двигуни
- 4.7 L (4,719 см3) V8 310 к.с.
- 4.9 L (4,930 см3) V8 330 к.с.